# Giuseppe Vaccaro (architetto)
Giuseppe Vaccaro (Bologna, 30 aprile 1896 – Roma, 11 settembre 1970) è stato un architetto italiano.

## Biografia

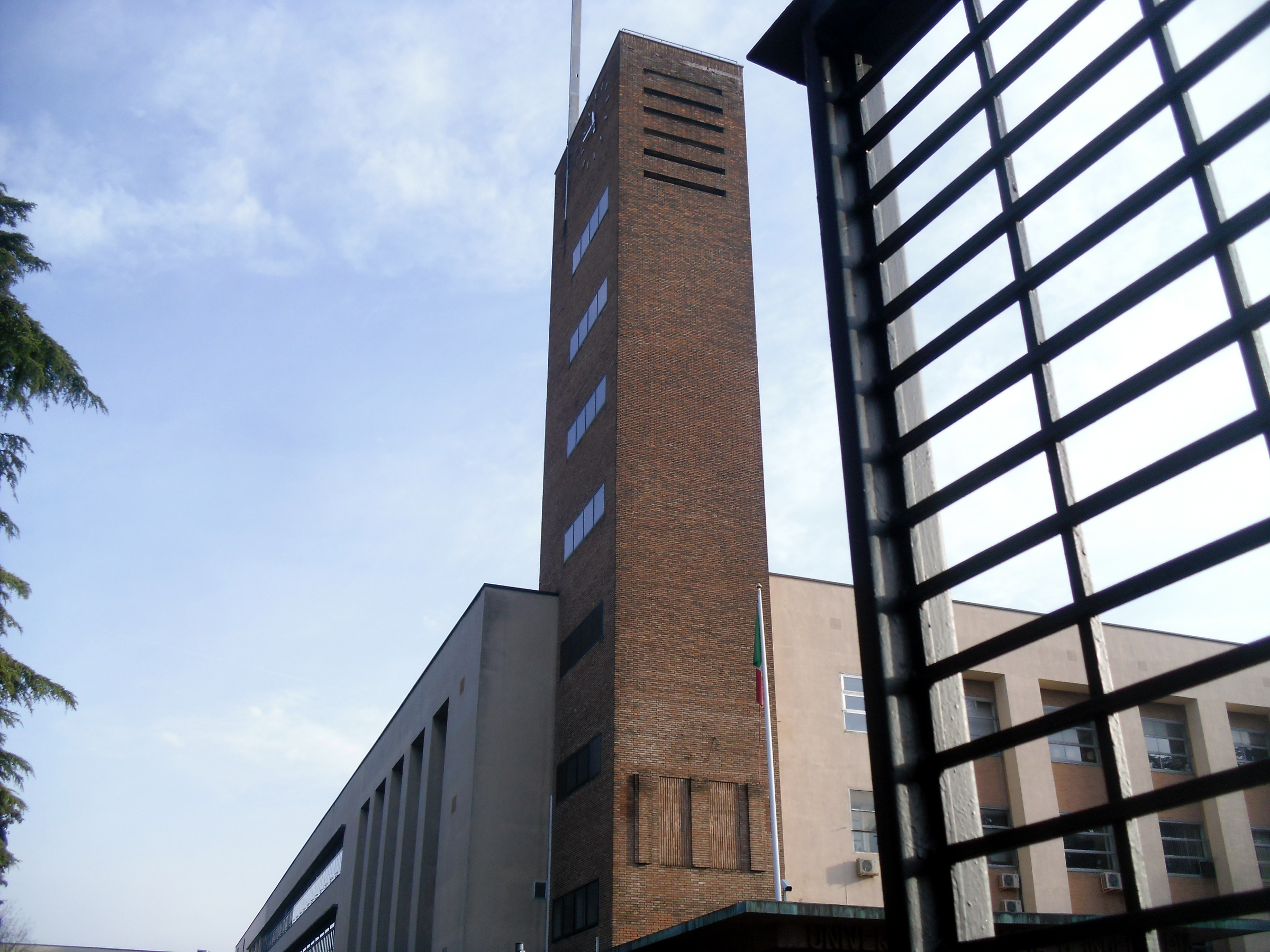
La Facoltà d'ingegneria a Bologna

Figlio di Francesco Vaccaro e Carolina Puppini, terminati gli studi classici, nel 1916 Vaccaro si diploma con il massimo dei voti come professore di disegno architettonico presso il Regio Istituto delle Belle Arti di Bologna.
Integra gli studi presso la Regia Scuola d'applicazione per Ingegneri laureandosi all'età di 24 anni in architettura con il massimo dei voti (100/100).
Prima assistente (1920/21) di Attilio Muggia, titolare della cattedra di Architettura Tecnica e successivamente titolare della cattedra nella stessa materia (1934) presso la Regia Università di Roma.
Tra il 1940 e il 1942 partecipa, assieme a Gino Franzi, al concorso internazionale per l'Anıtkabir, il mausoleo di Mustafa Kemal Atatürk. Il loro progetto, si classifica terzo nel secondo gruppo dei 5 progetti meritevoli di menzione.
La sua carriera professionale si svolge sostanzialmente fuori dalle aule universitarie ed è fortemente caratterizzata da una precoce notorietà.
Tra le sue opere si segnala la Cappella Goldoni, monumento funebre del 1942 in stile modernista con bassorilievo del Giudizio Universale di Amerigo Tot, considerata una delle opere di pregio artistico della Certosa di Bologna.

## Opere

### Architetture
- Monumento ai Caduti, San Giovanni in Persiceto (Bologna)
- Casa del Fascio, Vergato (Bologna)
- Palazzo delle Poste, Napoli, 1928-36
- Casa d'abitazione, Bologna, 1929
- Facoltà di Ingegneria, Bologna, 1931-35
- Torre dell'acquedotto, Rovigo, 1932-36
- Colonia Marittima Sandro Mussolini (Agip), Cesenatico, 1937-38, oggi presa in considerazione nel Progetto Europeo ATRIUM
- Centro storico di Alfonsine, 1946
- Chiesa di Sant'Antonio Abate, Recoaro Terme, 1949-51
- Quartiere Ina-Casa, Piacenza, 1953-55
- Fabbricato viaggiatori della Stazione di Napoli, 1954-60, con Pier Luigi Nervi, Corrado Cameli, Carlo Cocchia, Massimo Battaglini, Bruno Zevi, Luigi Piccinato e Giulio De Luca
- Chiesa del Cuore Immacolato di Maria, quartiere Borgo Panigale, Bologna, 1955-62
- Quartiere Ponte Mammolo, Roma, 1957-62
- Quartiere Barca, Bologna, 1957-62
- Aeroporto di Fiumicino, 1958, da collaboratore a Riccardo Morandi, Andrea Zavitteri, Amedeo Luccichenti, Vincenzo Monaco, Pier Luigi Nervi, Cesare Ligini e Dagoberto Ortensi
- Aeroporto Internazionale di Esfahan, da collaboratore a Fateneh Naraghi Mirfendereski
- Chiesa di San Giovanni Bosco, Bologna, 1958-67
- Chiesa di San Gregorio Barbarigo, quartiere EUR, Roma, 1970-72
- Chiesa dei Santi Martiri d'Uganda, quartiere Ardeatino, Roma, 1973-80

### Pubblicazioni
- Schemi distributivi di architettura, Bologna, Libr. Ital. Riunite, 1935, SBN CUB0650726.